# Hesperochernes occidentalis
Hesperochernes occidentalis es una especie de arácnido  del orden Pseudoscorpionida de la familia Chernetidae.

## Distribución geográfica
Se encuentra en Arkansas (Estados Unidos).